# Maître Sega

Le logo de Maître Sega, utilisé dans les courriers du Club Sega, et dans le magazine Mega Force.

Maître Sega est un personnage  fictif lié à la campagne marketing de la société de jeux vidéo Sega au début des années 1990, en France.
Sa citation la plus célèbre est le slogan « SEGA c'est plus fort que TOI ».

## La campagne marketing
Cette campagne fait suite à l'arrivée de la console Mega Drive en 1990 en France. En mettant constamment les joueurs au défi, notamment dans la presse vidéoludique, et surtout à la télévision, elle se veut plus agressive que la campagne précédente dédiée à la Master System, qui mettait en scène un téléviseur suppliant son propriétaire de le brancher sur une Sega (slogan : « Sois sympa, branche-moi sur une SEGA ! »).
Avec l’arrivée du Mega-CD 2, fin 1993 en France, Maître Sega laisse place au Canal Sega dans la campagne télévisée, mais conserve une place importante dans le reste de la communication de Sega, tout comme son fameux slogan. Cette nouvelle campagne se concentre plutôt sur les innovations technologiques et vidéoludiques apportées par le Mega-CD.

## Les publicités TV
Plusieurs publicités télévisées mettaient en scène des personnages, venant relever le défi de Maître Sega sur différents jeux. S'il s'agissait parfois d'imposteurs se prenant tantôt pour Indiana Jones, tantôt pour Ayrton Senna, tantôt pour le Terminator, ou encore pour un athlète olympique, le plus souvent il s'agissait d'un punk empoté, interprété par le lutteur Ian Harrison «British Storm», qui ne manqua pas de marquer les esprits, entre autres par la vision caricaturale des joueurs de l'époque qu'il véhiculait. Le pilote de course Ayrton Senna s'est lui-même prêté au jeu, et apparaît en personne dans une publicité de Maître Sega pour son jeu Ayrton Senna's Super Monaco GP II, dans laquelle il termine, ironie du sort, dans un mur.
Les quatre spots publicitaires des imposteurs, diffusés en France fin 1992, ont fait appel à de gros moyens, avec de vrais comédiens et des effets numériques plutôt impressionnants pour l'époque. Ceux-ci ont été réalisés dans un studio à Toronto, par la société Lintas Paris, sous la direction de l'américain Michael Utterback,.
La salle de jeu de Maître Sega est en grande partie réalisée en images de synthèse, et est l'œuvre du graphiste américain John Fraser. Ce travail a par ailleurs servi d'inspiration pour la conception du Cerebro du Professeur Xavier dans le film X-Men, sur lequel a aussi travaillé John Fraser.
Il existe une parodie de ces publicités, réalisée par le trio comique Les Nuls, dans laquelle le punk, joué par Alain Chabat, se voit confronté au virus du SIDA, avec pour slogan détourné « SIDA c'est plus fort que TOI ». Un autre détournement du slogan a été employé par Les Guignols de l'info (« SADDAM c'est plus fort que TOI »).

## Derrière le personnage
À défaut d'avoir un visage, Maître Sega était avant tout une voix ; dans les publicités télévisées, il a notamment été incarné (voix off) par les comédiens Patrick Borg en 1991, et Richard Darbois, essentiellement au cours de l'année 1992[réf. nécessaire].
Au sein de Sega France (ex Virgin Loisirs), c’est Romuald Merdrignac, responsable du service consommateurs et du Club Sega, qui endossait la veste du personnage dès Mars 1989, alors âgé de 24 ans, et répondait à la fameuse hotline de Maître Sega. Cette hotline permettait aux joueurs coincés dans un jeu, d’obtenir une solution, ce qui donna lieu à une légende selon laquelle il aurait terminé tous les jeux Sega et les connaissait par cœur. Début 1991, Romuald est rejoint par Fabrice P, puis dès l'été par  Sandrine S, Jean Luc Hadi, Lionel P et d'autres pour former à noël une équipe d'une dizaine de personnes, dont il se retrouve à la tête, une équipe mixte (comprenant une femme), ce qui ne manqua pas de surprendre certains joueurs au téléphone.